# Potto
Pottoen (Perodicticus potto) er en halvabe i dovenabefamilien. Arten er den eneste i slægten perodicticus. Pottoer lever i det tropiske Afrika fra Guinea til Kenya. Pottoer når en længde på 30-40 cm, dertil en kort hale på 3-10 cm og deres maksimale vægt er 1,5 kg. Dyret lever i regnskove. De lever hele deres liv i træerne. Hunnen er drægtig i ca. 170 dage. Normalt består kuldet blot af en enkelt unge. Ungen bliver kønsmoden efter 18 måneder. Den højeste rapporterede alder er 22 år opnået af et dyr i fangenskab.